# 拿骚伯国

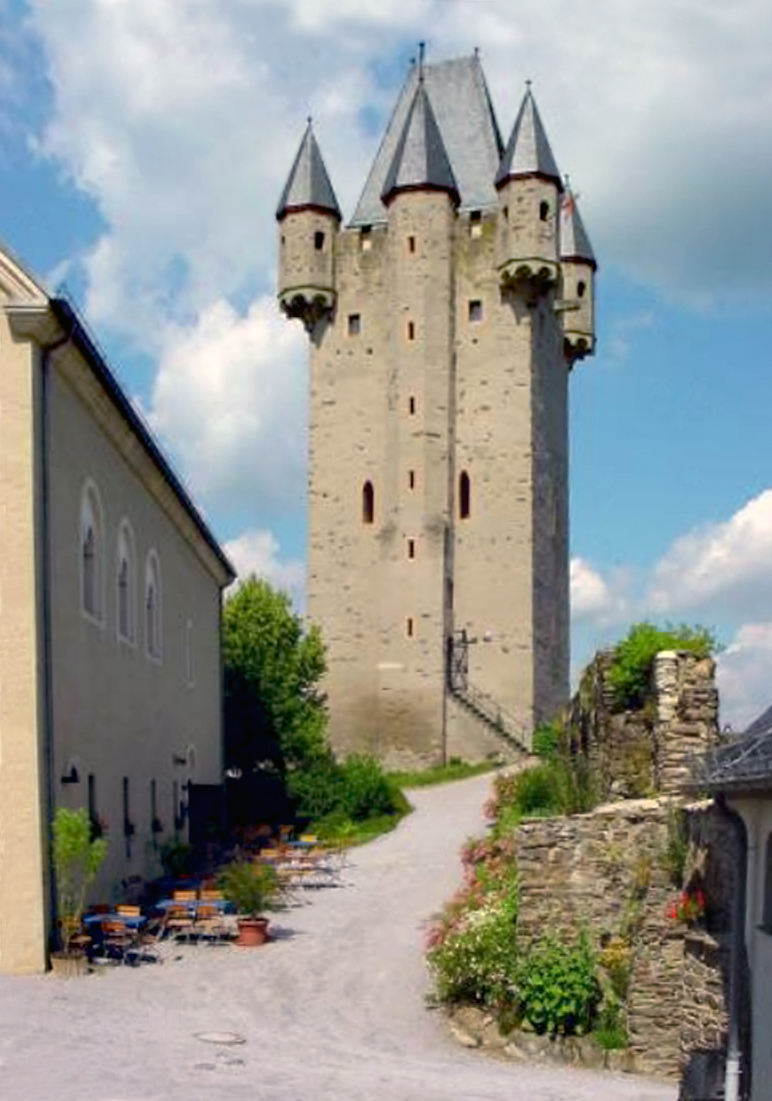
拿骚城堡

拿骚伯国是神圣罗马帝国内的一个德意志邦国，在1815年后加入德意志邦联的。它的统治家族是拿骚家族，其男性世系现已绝嗣。

## 起源
拿骚发迹于今天被称为莱茵兰-普法尔茨的兰河下游地区。拿骚镇建于915 年。 沃尔姆斯采邑主教将其作为封地授予给劳伦堡的杜多。他的儿子鲁伯特于1125年左右在那里建造了拿骚城堡，自称为“拿骚伯爵”。这个头衔直到1159年在鲁伯特的儿子沃尔拉姆的统治时期才被沃尔姆斯采邑主教正式承认。此时，拿骚伯国已经拥有征税、收取通行费和司法的权利。 
拿骚占据了陶努斯山和韦斯特林山之间的兰河中下游地区的土地。到1128年，他们取得沃尔姆斯采邑主教区的土地，该采邑主教区在该地区拥有许多权利，从而在他们在下兰河的遗产和他们在锡根附近的财产之间建立了联系。
1255 年，拿骚伯爵获得魏尔堡后，亨利二世伯爵的儿子们第一次瓜分了拿骚。瓦尔拉姆二世获得了拿骚-魏尔堡伯国。1328年，他的弟弟奥托一世奥托一世占据了兰河以北的领地，即拿骚-锡根伯国和拿骚-迪伦堡伯国。以兰河为界，奥托占据该伯国的北部地区，包括锡根、迪伦堡、黑博恩和海格；瓦尔拉姆二世则占据了兰河以南的土地，包括魏尔堡和伊德斯坦因。

### 拿骚-魏尔堡伯国
瓦尔拉姆二世的儿子阿道夫于1292年成为德意志国王。1344年他的儿子格拉赫一世 (拿騷)伯爵退位，一年后该伯国被他的儿子们分割继承。
- 拿骚-魏尔堡伯国，1442年至1574年再次分裂为
  - 拿骚-萨尔布吕肯伯国
  - 拿骚-魏尔堡伯国
- 拿骚-威斯巴登伯国，1480年至1509 年再次分裂为
  - 拿骚-伊德施泰因伯国
  - 拿骚-威斯巴登伯国

- 拿骚-松嫩贝格伯国，1405年分裂为拿骚-威斯巴登伯国和拿骚-魏尔堡伯国

1605年，路易二世伯爵完全统一了拿骚-魏尔堡伯国；然而，在他于1627年去世后，他的儿子们再次分割继承了这个伯国
- 拿骚-伊德施泰因伯国，于1721年归于拿骚-奥特韦勒伯国
- 拿骚-萨尔布吕肯伯国，1640年再次分裂
  - 拿骚-萨尔布吕肯伯国于1723年归于拿骚-奥特韦勒
  - 拿骚-奥特韦勒伯国，1728年归于拿骚-乌辛根
  - 拿骚-乌辛根伯国，1688年升格为公国
- 拿骚-魏尔堡伯国

在拿骚-乌辛根继承了拿骚-奥特韦勒(拿骚-奥特韦勒继承了拿骚-萨尔布吕肯和拿骚-伊德施泰因）后，它于1806年与拿骚-魏尔堡统一，并升格为拿骚公国。

### 拿骚-迪伦堡伯国
奥托一世伯爵死后，他的伯国在1303年由他的儿子们分割继承：
- 拿骚-迪伦堡伯国，于1328 年沦为拿骚-锡根
- 拿骚-哈达马尔伯国，于1394 年落入拿骚-迪伦堡
- 拿骚-锡根伯国，从1328 年起称为拿骚-迪伦堡，1341年至1561 年再次分裂为：
  - 拿骚-拜尔斯泰因伯国
  - 拿骚-迪伦堡伯国

1504年，拿骚-迪伦堡的亨利三世继承了布拉班特公国布雷达伯国的土地，而他的弟弟威廉一世于1516年成为拿骚-迪伦堡伯爵。在亨利三世的儿子勒内·沙龙于1544年去世后，威廉伯爵的长子威廉一世自1559年起成为奥兰治亲王、布雷达伯爵和低地国家的执政。他的弟弟约翰六世于1561年再次统一了拿骚-迪伦堡的所有领土，但该伯国在1606年因约翰六世的去世而再次分裂。
- 拿骚-哈达马尔伯国，1650年升格为公国，1743 年归于拿骚-迪茨
- 拿骚-锡根伯国（1607-23 年）在1623年至1734年间再次分裂为：
  - 拿骚-锡根伯国（新教），1664年升格为公国，1734年灭亡
  - 拿骚-锡根伯国（天主教），1743年归于拿骚-迪茨
- 拿骚-迪伦堡伯国，1620年归于拿骚-拜尔斯泰因
- 拿骚-拜尔斯泰因伯国，从1620年起称为拿骚-迪伦堡，1652年升格为公国，1739年沦为拿骚-迪茨伯国
- 拿骚-迪茨伯国，1806年神圣罗马帝国解体后被并入若阿尚·缪拉的贝格大公国

拿骚-迪茨伯爵，威廉·弗雷德里克的后裔，从1702年起成为弗里斯兰、格罗宁根和德伦特的执政和奥兰治亲王。当他们在拿破仑战争期间失去在荷兰的土地后，他们得到了拿骚-奥兰治-富尔达公国作为补偿。尽管他们在1806年又失去了它，但通过女性继承奥兰治-拿骚家族成为了卢森堡大公国以及荷兰的王室。